# Rémi Simeón
Rémi Siméon (1827–1890) fue un lexicógrafo que nació en Lurs (Bajos Alpes, Francia) y autor del Diccionario de la lengua náhuatl o mexicana (náhuatl clásico) y castellano, que publicó en París en 1885.
El diccionario recoge en forma íntegra el Vocabulario en lengua castellana y mexicana de Fray Alonso de Molina, publicado en México en 1571.

## Biografía
Rémi Simeón nació en Lurs (Francia) el 1 de octubre de 1827. Contaba con 12 años de edad cuando viajó a México por primera vez. Allí conoció a Joseph Aubin, autor de la Memoria sobre la pintura didáctica y escritura figurativa de los antiguos mexicanos.
Aubín fue un científico francés que se dedicó a realizar investigaciones físicas y astronómicas en México, fundó el colegio donde Siméon estudió latín y poseía una gran colección de manuscritos náhuatl. 
Tal como lo hizo Napoleón Bonaparte enviando a Egipto a un grupo de expedicionarios para conocer las ruinas; Napoleón III mandó a un equipo de científicos a estudiar las antigüedades mexicanas en tiempos del imperio de Maximiliano. En este equipo iba Simeón, quien a partir de entonces comenzó a recabar la información necesaria para elaborar su diccionario.

## Obra
En 1867 publica su Nota sobre la numeración de los antiguos mexicanos; en 1875, la Gramática de la lengua náhuatl o mexicana de Andrés de Olmos, con notas y aclaraciones suyas; en 1880, a Bernardino de Sahagún; de 1883 a 1889, diversos estudios y traducciones de los Anales o crónicas de Chimalpahin; en 1885, el Diccionario, y a lo largo de esos años, numerosos ensayos más, que le merecieron honores tales como el ser nombrado presidente del comité de arqueología de la Société d´Ethnographie, vicepresidente de la Société Américaine de France y delegado al consejo central de la Alianza Científica Universal. 
Em 1889 fue miembro del comité y relator de la sección de lingüística del Congreso Internacional de Ciencias Etnográficas. Obtuvo el premio Volney por el Diccionario y uno de los premios Lobat por su traducción de Chimalpahin.
Murió en París el 23 de noviembre de 1890.